# Julian Jackson (Boxer)
Julian Jackson (* 12. September 1960 auf Saint Thomas, Amerikanische Jungferninseln) ist ein ehemaliger Boxer von den Jungferninseln, dessen Profikarriere von 1981 bis 1998 andauerte. Er ist ehemaliger Weltmeister der WBA im Halbmittelgewicht, ehemaliger zweifacher Weltmeister der WBC im Mittelgewicht und wurde 2003 vom Ring Magazine auf Platz 25 der 100 schlagstärksten Boxer aller Zeiten (100 Greatest Punchers of All-Time) gelistet. 2019 fand er Aufnahme in die International Boxing Hall of Fame.

## Boxkarriere
Jackson begann im Alter von 12 Jahren mit dem Boxsport und bestritt 17 Amateurkämpfe, von denen er 15 gewann. Er war dabei Teilnehmer der Panamerikanischen Spiele 1979 in San Juan, wo er im Viertelfinale ausschied.
Er bestritt sein Profidebüt im Februar 1981 und gewann 29 Kämpfe in Folge, 27 davon vorzeitig und stieg mit dieser Siegesserie zum Herausforderer des WBA-Weltmeisters Mike McCallum (Kampfbilanz: 26-0, 23 K.o.) auf, der 2003 ebenfalls in die International Boxing Hall of Fame aufgenommen wurde. Jackson verlor den Kampf am 23. August 1986 in Miami Beach durch Abbruch des Ringrichters Eddie Eckert in der zweiten Runde, nachdem Jackson stehend an den Seilen von einer Schlagserie des Jamaikaners unter Druck gesetzt worden war.
Nachdem McCallum den Titel niedergelegt hatte, wurden Jackson als Nummer 2 der Herausforderer des Verbandes und Baek In-chul (41-1, 37 K.o.) als Nummer 1 für den Titelkampf nominiert. Dabei besiegte Jackson seinen südkoreanischen Kontrahenten in Las Vegas durch TKO in der dritten Runde. Den Gürtel verteidigte er im Anschluss am 30. Juli 1988 in Atlantic City durch TKO in Runde 3 gegen Buster Drayton (33-10, 25 K.o., WBA #1), am 25. Februar 1989 in Las Vegas durch K.o. in Runde 8 gegen den Brasilianer Francisco de Jesus (26-2, 9 K.o.) und am 30. Juli 1989 in Atlantic City durch TKO in Runde 2 gegen Terry Norris (21-2, 12 K.o., späterer Hall of Famer).
Im November 1990 legte er den WBA-Titel nieder und stieg in das Mittelgewicht auf, wo er am 24. November 1990 im spanischen Benalmádena gegen den Briten Herol Graham (43-2, 26 K.o.) um den vakanten WBC-Weltmeistertitel boxen konnte. Graham beherrschte das Kampfgeschehen und führte bei allen drei Punktrichtern, ehe er in der vierten Runde von Jackson durch einen rechten Haken am Kinn getroffen wurde und durch Knockout verlor. Jackson sicherte sich damit den WM-Titel in der zweiten Gewichtsklasse.
Im September 1991 verteidigte er den Gürtel in Las Vegas durch K.o. in Runde 1 gegen Dennis Milton (16-2, 5 K.o., WBC #1), im Februar 1992 in Las Vegas durch TKO in Runde 1 gegen Ismael Negron (16-8, 10 K.o., WBC #8), im April 1992 in Mexiko-Stadt durch TKO in Runde 5 gegen Ron Collins (21-1, 7 K.o., WBC #9) und im August 1992 in Las Vegas durch einstimmige Entscheidung gegen Thomas Tate (24-1, 19 K.o., WBC #10)
Am 8. Mai 1993 verlor er seinen WBC-Titel in Las Vegas durch eine TKO-Niederlage (Ring Magazine Knockout des Jahres) in der fünften Runde an Gerald McClellan (27-2, 25 K.o., ehemaliger WBO-Weltmeister) und verlor auch den Rückkampf am 7. Mai 1994 in Las Vegas durch K.o. in Runde 1.
Den von McClellan aufgrund eines Gewichtswechsels niedergelegten WBC-Mittelgewichtstitel gewann er am 17. März 1995 in Worcester durch einen TKO-Sieg in Runde 2 gegen Agostino Cardamone (23-0, 9 K.o., WBC #1) zurück, verlor diesen jedoch in der ersten Titelverteidigung am 19. August 1995 in Las Vegas durch TKO in der sechsten Runde an Quincy Taylor (25-3, 21 K.o., WBC #2).
Bis zu seinem Karriereende im Mai 1998 bestritt er noch 6 Kämpfe mit 4 Siegen, wobei er im Januar 1998 durch K.o. gegen Verno Phillips verlor.

## Nach dem Boxen
Jackson wurde nach seiner Wettkampfkarriere Boxtrainer im USVI Amateur Boxing Gym in Charlotte Amalie, arbeitet auch als Promoter (340 Boxing) für Profiboxen und Sportkoordinator für die Regierung der Jungferninseln. Seine Söhne John Jackson und Julius Jackson sind ebenfalls Profiboxer und waren jeweils Teilnehmer der Olympischen Spiele 2008. Sein Neffe Samuel Rogers und sein Stiefsohn Clayton Laurent sind ebenfalls Profiboxer, letzterer war Teilnehmer der Olympischen Spiele 2016.

## Weitere Ehrungen
- 1994: Aufnahme in die Florida Sports Hall of Fame[23]
- 2020: Aufnahme in die Nevada Boxing Hall of Fame[24]